# Boulogne-i Matild angol királyné
Matild angol királyné, Boulogne grófnője (angolul: Matilda, Queen Consort of the English, franciául: Mathilde de Boulogne; Boulogne-sur-Mer, 1105 körül – Essex, Hedingham kastély, 1152. május 3.) francia nemesasszony, 1125–1152 között Boulogne grófnője, István angol király feleségeként 1135–1152 között Anglia királynéja.

## Élete
1105 körül született, Boulogne-ban, III. Euszták gróf és Dunkeld Mária skót királyi hercegnő egyetlen gyermekeként. 1125-ben hozzáment Hódító Vilmos unokájához, Blois István mortain-i grófhoz. Matilda apja még abban az évben elhunyt, így Matilda és István lettek Boulogne grófság kormányzói.
Egy fiuk (Balduin) és egy lányuk (Matilda) született, akik azonnal a grófság örökösei lettek. Mindketten még kisgyermekként meghaltak. 1135-ben meghalt I. Henrik angol király, akinek akkorra csak egyetlen törvényes gyermeke élt, Matilda, ám az angol nemesek nem támogatták, hogy egy nő saját jogán Anglia trónjára kerüljön. Mivel István szintén királyi vérből való volt, így elfogadta, amikor a bárók őt jelölték a királyság következő uralkodójának. A törvényes királynőt tehát ezzel letaszították trónjáról, s a férfi lépett helyére.
Az újdonsült királyi pár átköltözött Angliába, s amikor hajón átkeltek a La Manche csatornán, a királyné életet adott harmadik gyermekének, Eusztáknak. Az asszonyt 1136. március 22-én királynévá koronázták. Matilda volt férje legerősebb támogatója a trónharcban, mely évekig tartott a jogos királynő és István közt. 1136-ban jött világra második leányuk, Mária. 1137-ben született meg Vilmos nevű fiuk. 1138-ban Matilda Boulogne-ból sereget hozatott Angliába, hogy megvédhessék férje trónját. Még I. Dávid skót királlyal is szövetséget kötött 1139-ben a cél érdekében. 1141-ben a lincolni csatában a törvényes királynő fogságba ejtette Istvánt. Normandiai Matilda már a koronázására készült Londonban, amikor a város dühös polgárai elkergették őt, s menekülése után István kiszabadult börtönéből, és megint ő volt Anglia királya. A királyné az angliai Hedingham kastélyban hunyt el, 1152. május 3-án, rövid betegeskedés után. Fia, a trónörökös ugyancsak ekkor halt meg, ugyanabban a kórban.
A Faversham apátságban helyezték végső nyugalomra Matildát. 46 évet élt. Férje 1154 októberében halt meg. Nem nősült újra. 1159-ben meghalt Vilmos nevű fiuk, így a Boulogne grófja cím egyetlen élő testvérére, Máriára szállt. Családjuk vérvonala tehát egyedül vele folytatódott tovább, mivel testvérei közül csak neki születtek gyermekei, két leány, Ida és Matilda.